# Awakatekisch
Awakatekisch (Aguacateco, Awakateko, Balamiha, Qa'yol) ist eine Maya-Sprache, die von etwa 10.000 bis 35.000 Indigenen im Municipio Aguacatán in der Sierra de los Cuchumatanes im Departamento Huehuetenango in Guatemala gesprochen wird.

## Verbreitung
Bei der Volkszählung von 2002 in Guatemala gaben 9613 Personen (0,1 %) Awakateko als Muttersprache an; 11.068 Personen (0,1 %) bezeichneten sich als Awakateken. Diese Zahlen liegen weit unter anderen Schätzungen, so etwa von Tzian (1994), der 34.476 Sprecher in Guatemala angibt. Laut SIL International wird das Akatekische im Jahre 1998 von etwa 18.000 Menschen in Guatemala gesprochen.